# Цвайгенбаум Ізраїль Йосипович
Ізраї́ль Йо́сипович Цвайгенба́ум (рос. Исраил Иосифович Цвайгенбаум; англ. Israel Tsvaygenbaum; *1 лютого 1961, Дербент, Дагестанська АРСР, СРСР) — радянський, російський та американський художник.

## Біографічні відомості
Ізраїль Цвайгенбаум мав виставки у Росії та Сполучених Штатах Америки. Ряд його робіт знаходяться в Історико-археологічному музеї-заповіднику в місті Дербенті. Багато творів Цвайгенбаума в приватних колекціях Австрії, Болгарії, Англії, Франції, Голландії, Ізраїлю, Росії та США.
Цвайгенбаум народився у Дербенті, на півдні Росії, в одному з найдавніших міст світу. У місті проживали євреї по сусідству з переважно мусульманським населенням. Батьки Цвайгенбаума є євреями за походженням . Його батько був родом з Бендзин, Польща. Під час Другої Світової війни сім'я була змушена емігрувати до Радянського Союзу . Мати Цвайгенбаума народилася в Радянському Союзі, вона горянська єврейка.
З 1976 по 1980 Цвайгенбаум вивчав мистецтво в Ізбербашському Педагогічному училищі в Ізбербаші. У 1991 році він закінчив художньо-графічне відділення Кубанського державного університету, Краснодар, Росія. У 1987 році в місті Дербенті, Цвайгенбаум організував товариство художників, під назвою Колорит. Колорит мало багато художніх виставок в Дербенті і в художньому галереї в Махачкалі, Дагестан, Росія. Культура, динаміка життя середовища, де Цвайгенбаум виріс, і його єврейське походження глибоко відбилися в його мистецтві. Газета Дербентського звістки написала наступне про картини Цвайгенбаума:
|  | «Тема самотності і туги, присутня в багатьох картинах: Ностальгія, Самотній, Прикуті люди... навіяна образом батька художника, вихідця з Польщі... У 1939 році у віці 29 років він покинув її, що-б врятуватися від коричневої чуми. Все, що залишилися рідні були вбиті . Композиція картин навіває смуток, тугу.» |

В іншому абзаці газети:
|  | «Палітра фарб картин помірна або приглушена. Це - палітра осені. Тут золото беріз поєднується з міддю листя дуба, багрянець клена з чорнотою голих гілок.» |

У листопаді 1993 та квітні 1994 року пройшли дві великі і останні виставки Цвайгенбаума у Росії. Це були дві персональні виставки в Москві. Перша відбулася в Східній Галереї і остання Єврейська Рапсодія у Центральному Будинку Художника на Кримському Валу. Художник присвятив виставку Єврейську Рапсодію своєму батькові.
У липні 1994 року Ізраїль Цвайгенбаум і його сім'я виїхали з Росії, тому що продовжувати жити в республіці Дагестан стало дуже небезпечним для його родини. На даний час він живе в Олбані, штату Нью-Йорк. У США Цвайгенбаум продовжує працювати над своїми картинами. Тони у його картинах помітно змінилися, він перейшов з коричневих тонів до жовтуватих. Він продовжує працювати на єврейську тематику.

## Підпис художника
Всі картини, Ізраїль Цвайгенбаум, підписував своїм ім'ям — івр. ישראל або в скороченому варіанті івр. יש, за винятком картин Хлопчик провідний сліпого Ангела (1997) та Квіти (1998) де він підписався англійською мовою англ. Tsvaygenbaum. Підписувався Цвайгенбаум на своїх картинах в лівому або в правом кутку. Назву картини художник писав на зворотному боці полотна. Після еміграції до Сполучених Штатів, в 1994 році, всі назви картин, Цвайгенбаум, писав англійською мовою.

## Співпраця

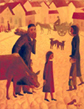
«Люди Дербента» (1999)

У 2001 р. в Олбані, штат Нью-Йорк, Цвайгенбаум почав творчу співпрацю з танцюристкою Джуді Трупін. На основі дев'яти картин Цвайгенбаума Трупін створила танцювальну композицію. Вони послужили основою для виступ Світ у наших очах. У 2002 році американська газета The Record писала:
«Картини Цвайгенбаума і танці Трупін відображають спогади про єврейське життя в Східній Європі і Росії й також відображають універсальні теми… Цвайгенбаум присвятив картину Світ у наших очах людям його рідного міста Дербента. Картина Люди Дербента, є одним з дев'яти картин на які Трупін спиралася створюючи танцювальну композицію.»
Інша американська газета Daily Gazette писала:
«Використовуючи суміш танцю, оригінальні сюжети, світ музики та слайдів, Трупіна… інтерпретувала дев'ять картин в Цвайгенбаума.»
Картина Світ в наших очах була показана в ряді міст в штаті Нью-Йорку.

## Портрет

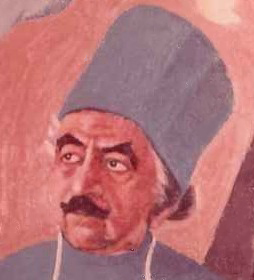
«Фрагмент картини д-р Илизаров» 1988

Картини Цвайгенбаума, зазвичай мають образні теми та натюрморти, але він зробив кілька портретів. Один з них був портрет хірурга-ортопеда, Гаврила Абрамовича Ілізарова. У 1987 році Цвайгенбаум прилетів в російське місто Курган, де він провів 6 днів з доктором Ілізаровим, щоб зробити ескізні начерки. Цвайгенбаум працював над ескізами у офісі доктора Ілізарова. Пізніше, в 1988 році Цвайгенбаум писав у газеті Прапор Комунізму з цього приводу:
«…Спочатку він почував себе не дуже вправно, потім звик до цієї ролі, а після, в суєті своєї справи, весь йшов в роботу і забував про мою присутність. Такі хвилини були найбільш сприятливими для моєї творчості. На душі ставало спокійно від того, що він не відчуває мого пильного погляду під час порівняння малюнка в альбомі з його особою.»
Портрет доктора Ілізарова Цвайгенбаум виставляв у груповій виставці в Історико-Архілогіческом Музеї-Заповадніке у місті Дербенті, Пізніше, Цвайгенбаум подарував цей портрет доктору Ілізарову. Цвайгенбаум також писав портрети акторів Горсько-Єврейського театру.

## Сім'я
Цвайгенбаум одружений з Катериною Цвайгенбаум, дочкою публіциста Мішиєва Ягутіла Ізраїловіча.
У них троє доньок: Мірварі, Раїса і Естер.

## Галерея

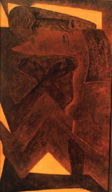
Прикуті люди (1991)
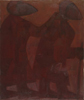
Сліпі люди (1992)
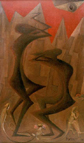
Танець покаяння (1992)
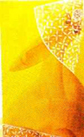
Наречена (1993)
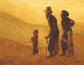
Шлях (1997)
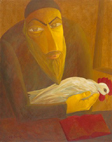
Різник з півнем (1997)
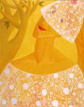
Наречена I (1997)
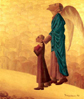
Хлопчик котрий веде сліпого Ангела (1997)
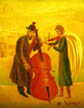
Дует (2000)
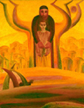
Авраам та Ісаак (2001)
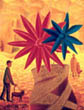
Золотий Глечик (2001)
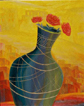
Троянди (2002)